# Hypocacculus hosseinius
Hypocacculus hosseinius är en skalbaggsart som först beskrevs av André Théry 1921.  Hypocacculus hosseinius ingår i släktet Hypocacculus och familjen stumpbaggar. Inga underarter finns listade i Catalogue of Life.